# Райбек
Райбек (англ. Ryback, справжнє ім'я Райан Рівз (англ. Ryan Reeves); рід. 10 листопада 1981 року) - американський професійний реслер, який виступає в WWE. Після того, як Рівз потрапив до вісімки фіналістів шоу  WWE Tough Enough 4, він підписав контракт з World Wrestling Entertainment і виступав у регіональних відділеннях Deep South Wrestling, Ohio Valley Wrestling і Florida Championship Wrestling. На початку 2010 року брав участь у першому сезоні  NXT під ім'ям Скіп Шеффілд.

## World Wrestling Entertainment
Райан Рівз - далеко не новачок в WWE. У перший раз він намагався пробитися в ростер шоу ще в 2003 році, коли взяв участь у шоу Tough Enough. Тоді у нього не вийшло, однак трохи зневажати по інді, він все ж отримав контракт і приєднався до підготовчої майданчику WWE Ohio Valley Wrestling, а пізніше переїхав до Флориди в Florida Championship Wrestling. Там він провів деякий час у різних гіммік, побувавши і "машиною для вбивств" Райбеком, і "реднек" Скіпом Шеффілдом. Саме в цьому гіммік він і отримав виклик "наверх", під час першого сезону NXT. Однак до того він відзначився в матчі, який цікавий з точки зору того, хто був його напарником в 2010 році. Біг І. Ленгстон, який пізніше дебютує в WWE (наприкінці 2012 року), був його напарником в такому ось командному матчі в FCW. На шоу 10 січня 2010 року Венс Арчер та Алекс Райлі перемогли Шеффілда та Тайтуса О'Ніла.